# Yakushima (Kagoshima)
Yakushima (屋久島町, Yakushima-chō) est un bourg du district de Kumage, dans la préfecture de Kagoshima au Japon. Il est situé sur les îles de Yaku et Kuchinoerabu.

## Géographie

### Démographie
Au 1er novembre 2014, la population de Yakushima s'élevait à 13 073 habitants répartis sur une superficie de 541 km2.

### Climat
| Mois                                             | jan.      | fév.      | mars      | avril     | mai       | juin      | jui.      | août      | sep.      | oct.      | nov.      | déc.      | année     |
| ------------------------------------------------ | --------- | --------- | --------- | --------- | --------- | --------- | --------- | --------- | --------- | --------- | --------- | --------- | --------- |
| Température minimale moyenne (°C)                | 8,9       | 9,2       | 11,3      | 14,2      | 17,5      | 21        | 23,9      | 24,6      | 22,8      | 19,4      | 15,2      | 11        | 16,6      |
| Température moyenne (°C)                         | 11,8      | 12,3      | 14,6      | 17,8      | 21        | 23,7      | 27        | 27,5      | 25,7      | 22,2      | 18,2      | 13,9      | 19,6      |
| Température maximale moyenne (°C)                | 14,7      | 15,5      | 18        | 21,4      | 24,5      | 26,9      | 30,5      | 30,9      | 28,9      | 25,2      | 21,2      | 16,8      | 21,1      |
| Record de froid (°C) date du record              | 1 2016    | 0,7 1981  | 1,5 2005  | 4,5 1972  | 10,1 1981 | 13,7 1951 | 18,3 1986 | 19,6 1986 | 15,2 1965 | 9,1 1970  | 5,6 1950  | 2,2 1947  | 0,7 1981  |
| Record de chaleur (°C) date du record            | 25,3 1950 | 26,1 1954 | 29,6 1979 | 29,8 1969 | 31,9 2009 | 34,8 2007 | 35,2 2004 | 35,4 2016 | 34,7 1995 | 31,3 2015 | 30,7 2000 | 26,6 2018 | 35,4 2016 |
| Ensoleillement (h)                               | 74,9      | 83,2      | 117,9     | 146,2     | 152,7     | 100       | 209,9     | 201,3     | 139,8     | 115,9     | 97,3      | 78,8      | 1 515,8   |
| Précipitations (mm)                              | 294,6     | 289,2     | 387       | 405,5     | 444,1     | 860,3     | 362,4     | 256,5     | 450,7     | 309,9     | 309,6     | 281,8     | 4 651,7   |
| Nombre de jours avec précipitations              | 15,5      | 13,6      | 15,2      | 12,6      | 12,6      | 18,5      | 11,5      | 12,9      | 14        | 11,5      | 11,7      | 14,6      | 164,1     |
| dont nombre de jours avec précipitations ≥ 10 mm | 7,5       | 6,5       | 9         | 7,5       | 7,8       | 12,7      | 6,9       | 5,7       | 8,1       | 6,2       | 6,6       | 7,5       | 91,9      |
| Humidité relative (%)                            | 68        | 68        | 69        | 71        | 76        | 85        | 83        | 82        | 81        | 74        | 71        | 69        | 75        |

| Diagramme climatique                                  |              |           |               |               |             |               |               |               |               |               |             |
| J                                                     | F            | M         | A             | M             | J           | J             | A             | S             | O             | N             | D           |
| 14,78,9294,6                                          | 15,59,2289,2 | 1811,3387 | 21,414,2405,5 | 24,517,5444,1 | 26,921860,3 | 30,523,9362,4 | 30,924,6256,5 | 28,922,8450,7 | 25,219,4309,9 | 21,215,2309,6 | 16,811281,8 |
| Moyennes : • Temp. maxi et mini °C • Précipitation mm |              |           |               |               |             |               |               |               |               |               |             |